# Parnassie des marais
Parnassia palustris
Espèce
Classification phylogénétique
La Parnassie des marais (Parnassia palustris), ou encore Hépatique blanche, est une espèce de plantes herbacées vivace appartenant au genre Parnassia et à la famille des Célastracées.
La Parnassie des marais est la seule représentante en France du genre Parnassia.

## Description
La plante se présente généralement en touffes et mesure entre 5 et 40 cm.
Ses feuilles sont disposées à la base (feuilles basales), à l'exception de la feuille caulinaire, implantée sur la partie inférieure de la tige.
La floraison a lieu en juillet-août : la tige porte une seule fleur blanche, très reconnaissable, large de 15-30 mm, à cinq pétales blancs avec des nervures transparentes caractéristiques. Le calice est beaucoup plus petit que la corolle. Le fruit est une capsule s'ouvrant par 4 valves.
Staminodes :

la plante est munie de cinq staminodes en position oppositipétale (en face des pétales). Ce sont des étamines stériles transformées en écailles vertes, munies chacunes d'environ 7 à 15 cils blanc, dont l'extrémité globuleuse jaune et sèche, mais brillante comme une gouttelette de nectar, attire les insectes (en réalité la fleur produit peu de nectar). Les staminodes sont visibles sur la photo de l'infobox et sur l'illustration (à gauche sur la gravure et à mi-hauteur).

P. palustris est possiblement une plante carnivore ou protocarnivore. En effet, le fond des staminodes sécrète un liquide. Après fécondation de la fleur, ce liquide visqueux et acide semble se concentrer, et des insectes y sont piégés. Conrad Kirouac dans la « Flore laurentienne » émet l'hypothèse de la carnivorie.
Gynécée :

l'ovaire est supère. Contrairement aux autres verticilles floraux, le pistil est tétramère (sauf exception). Il est formé de quatre carpelles soudés. Le style  est très court, quasi inexistant. Le stigmate ne devient fertile qu'après la chute des anthères (protandrie). Ce décalage empêche l'autopollinisation, mais il n'empêche pas la pollinisation par le pollen venu d'autres fleurs. 
Étamines :

la fleur possède cinq étamines. En début de floraison, les étamines sont fertiles cependant que le stigmate est infertile. En début de floraison, les étamines se courbent à tour de rôle vers le stigmate infertile. Les insectes pollinisateurs attirés par les staminodes se posent sur l'anthère à déhiscence extrorse et s'enduisent le ventre de pollen. Par la suite, les étamines s'écartent du stigmate. Les anthères ayant acompli leur rôle finissent par tomber et le stigmate entre en phase fertile.
Les étamines sont alternipétale (alignées avec les sépales).

P. palustris - diagramme floral

## Habitats
C'est une plante vivace qui pousse surtout dans les prairies humides, tempérées et froides de haute montagne (pouvant s'élever jusqu'au dessus de 2800 mètres), mais aussi dans les lieux marécageux, sur les bords de ruisseaux, dans les tourbières alcalines de montagne.

## Statut
Cette espèce est protégée dans plusieurs régions de France (voir INPN).

## Galerie

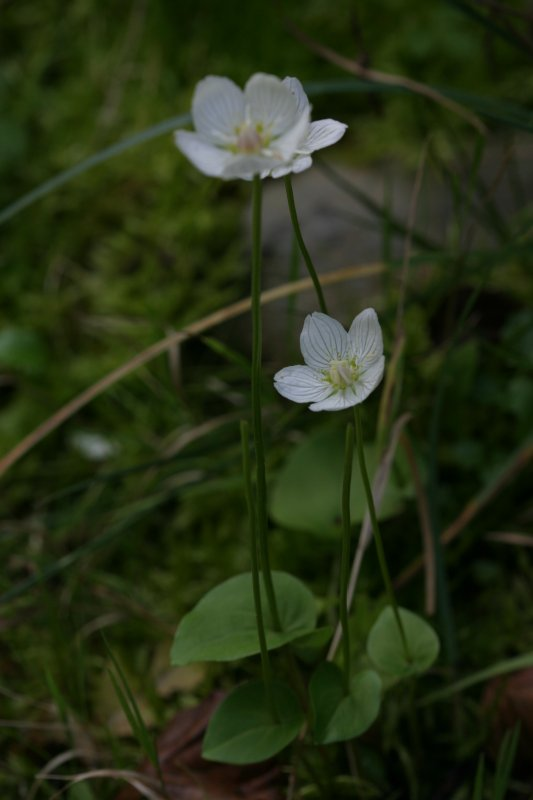
Parnassia palustris.
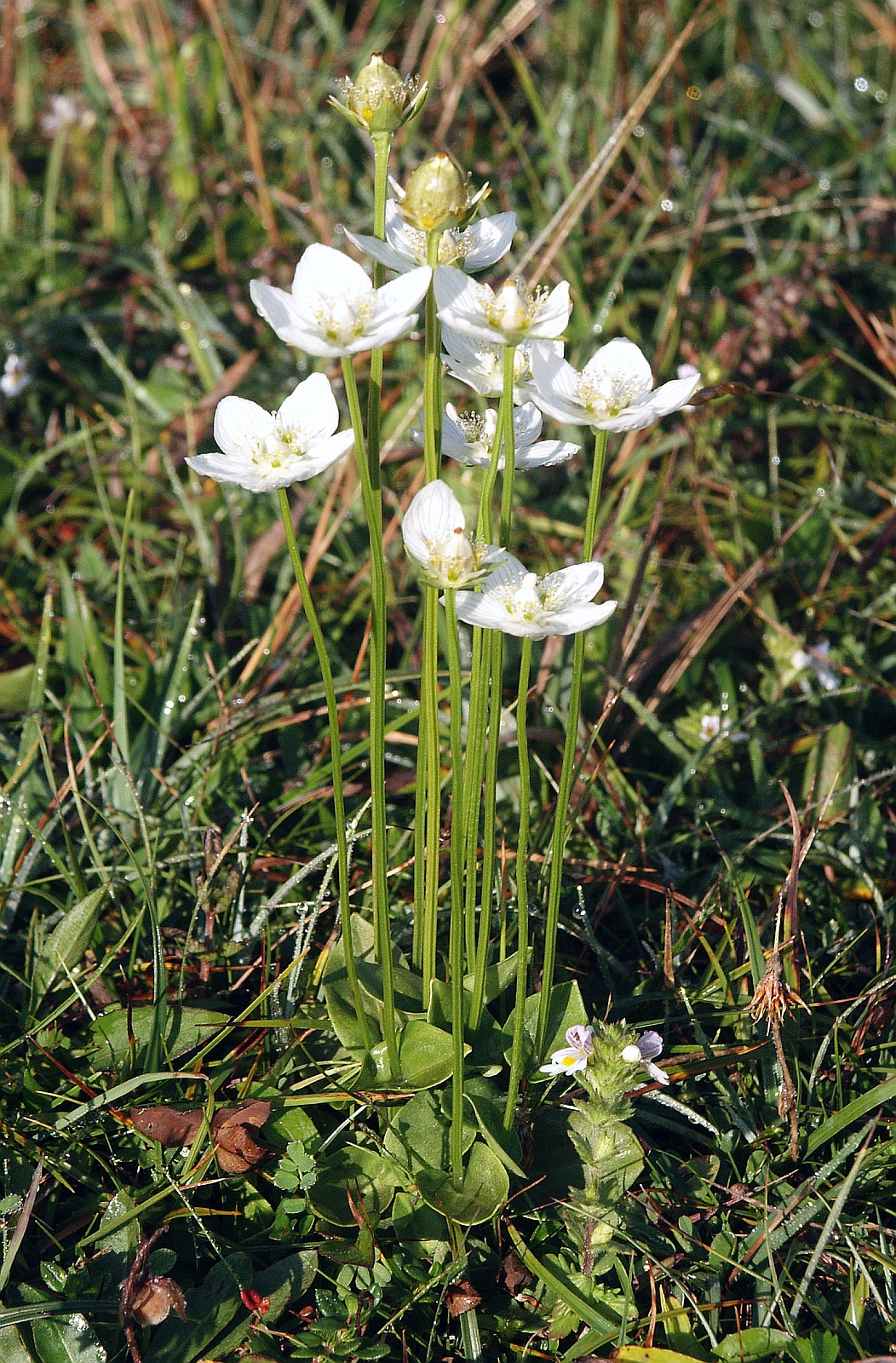
Parnassie des marais.
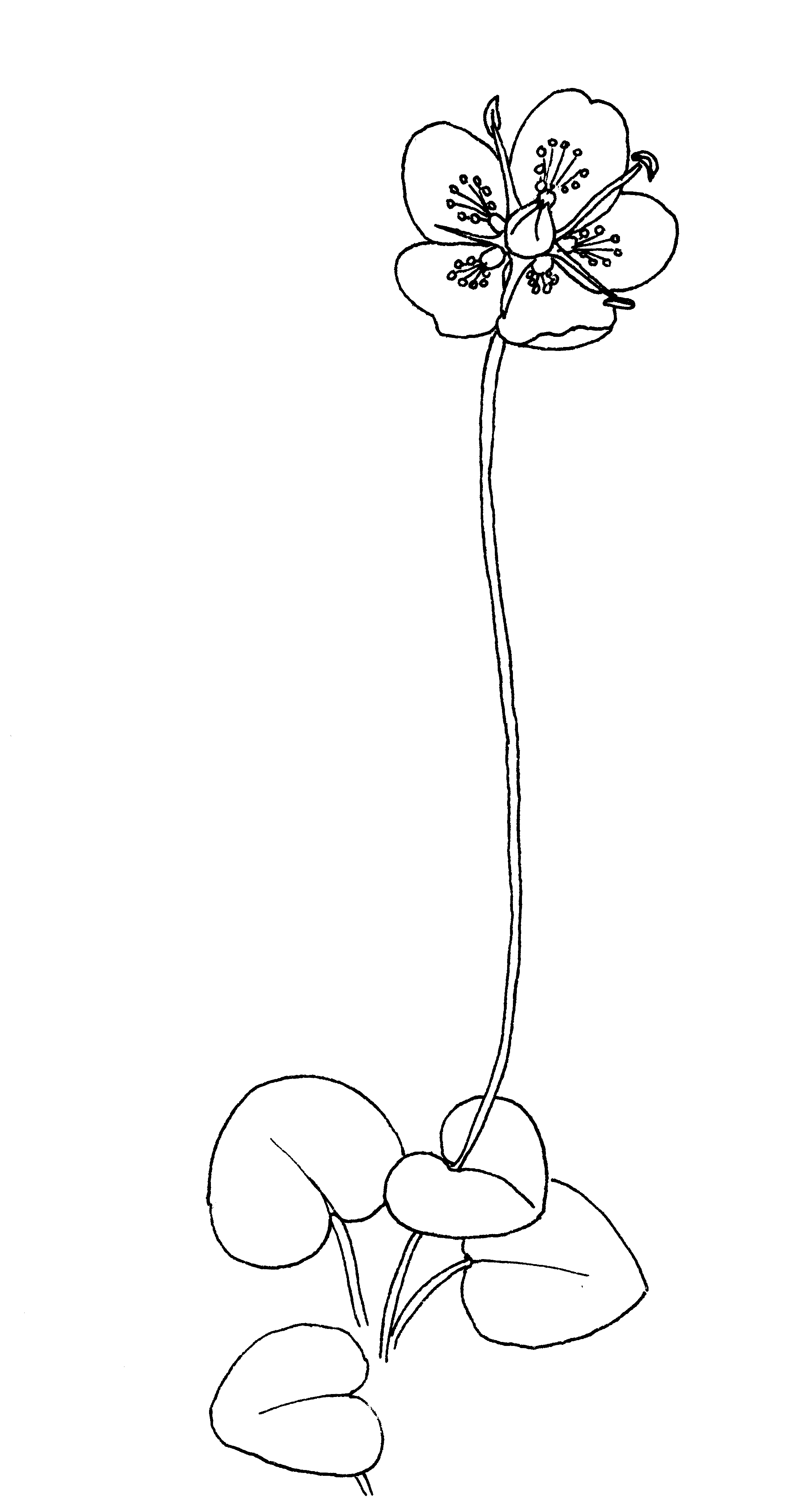
Parnassie des marais.
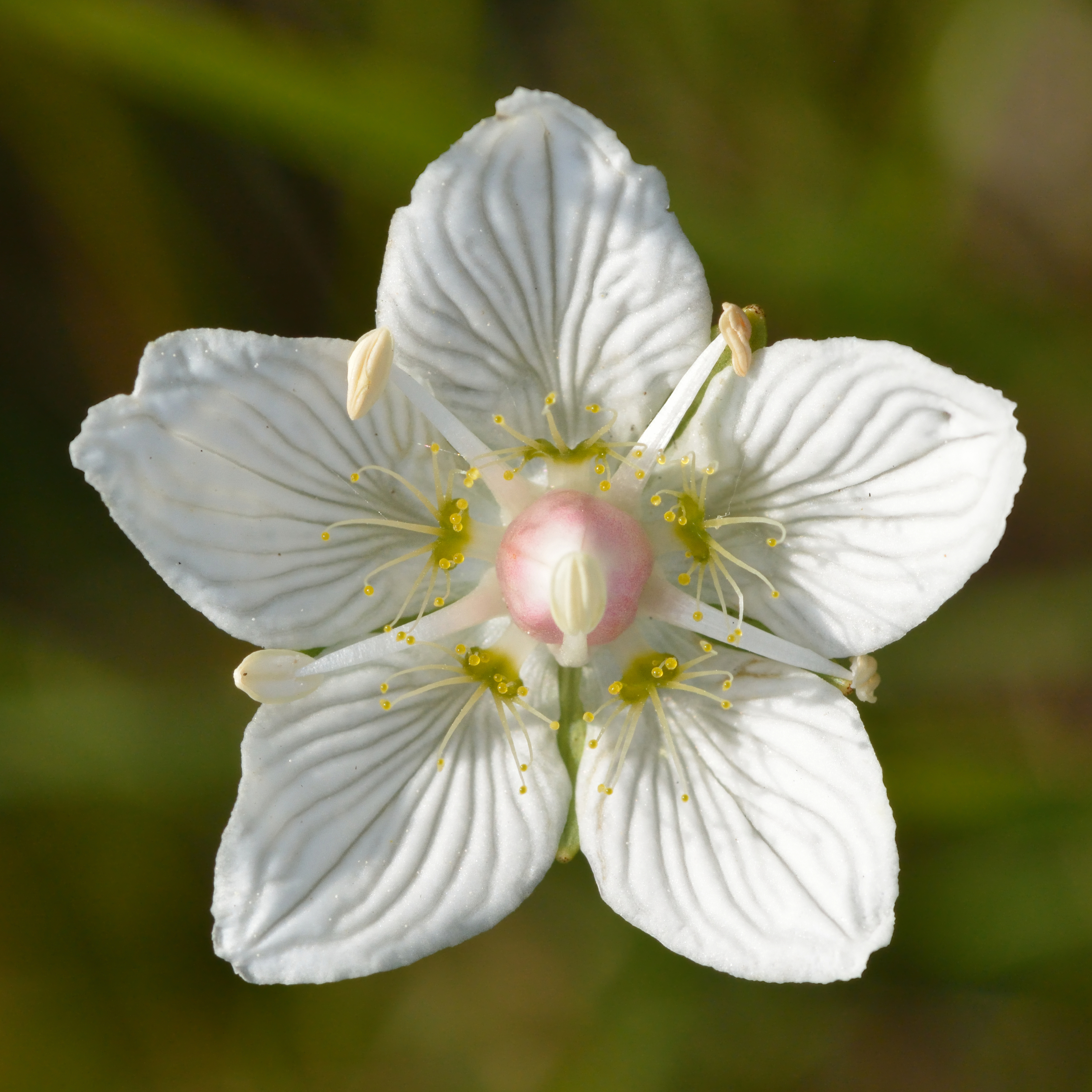
Fleur de Parnassie des marais.
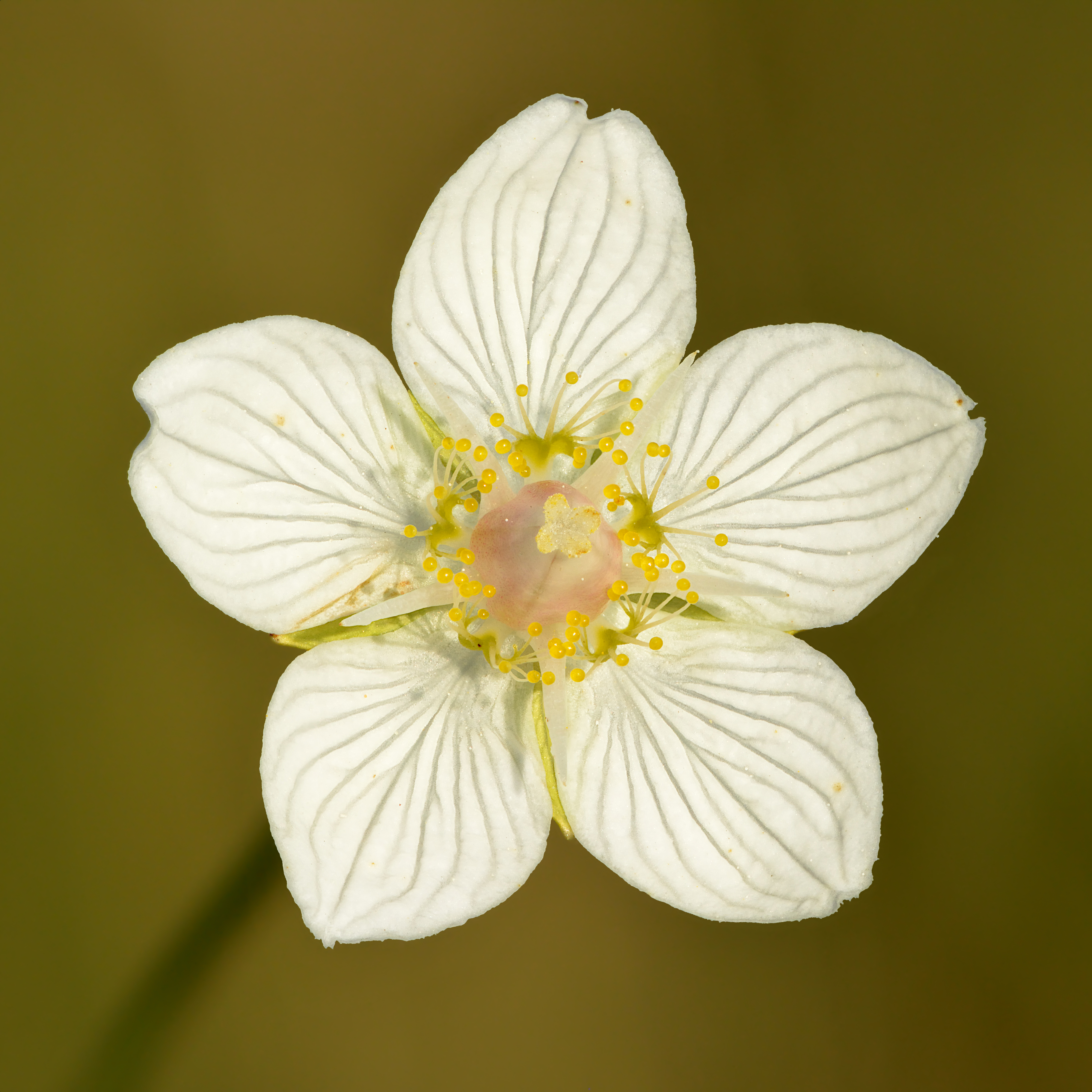
Une fleur de Parnassie des marais dans la tourbière de Niitvälja en Estonie.